# Eupithecia blenna
Eupithecia blenna es una especie de polilla de la familia Geometridae. La especie fue descrita por primera vez por Mironov & Galsworthy habiendo sido descrita en 2006, con distribución en la China. La envergadura es de unos 23 milímetros (0,9 plg).